# Zoofilia

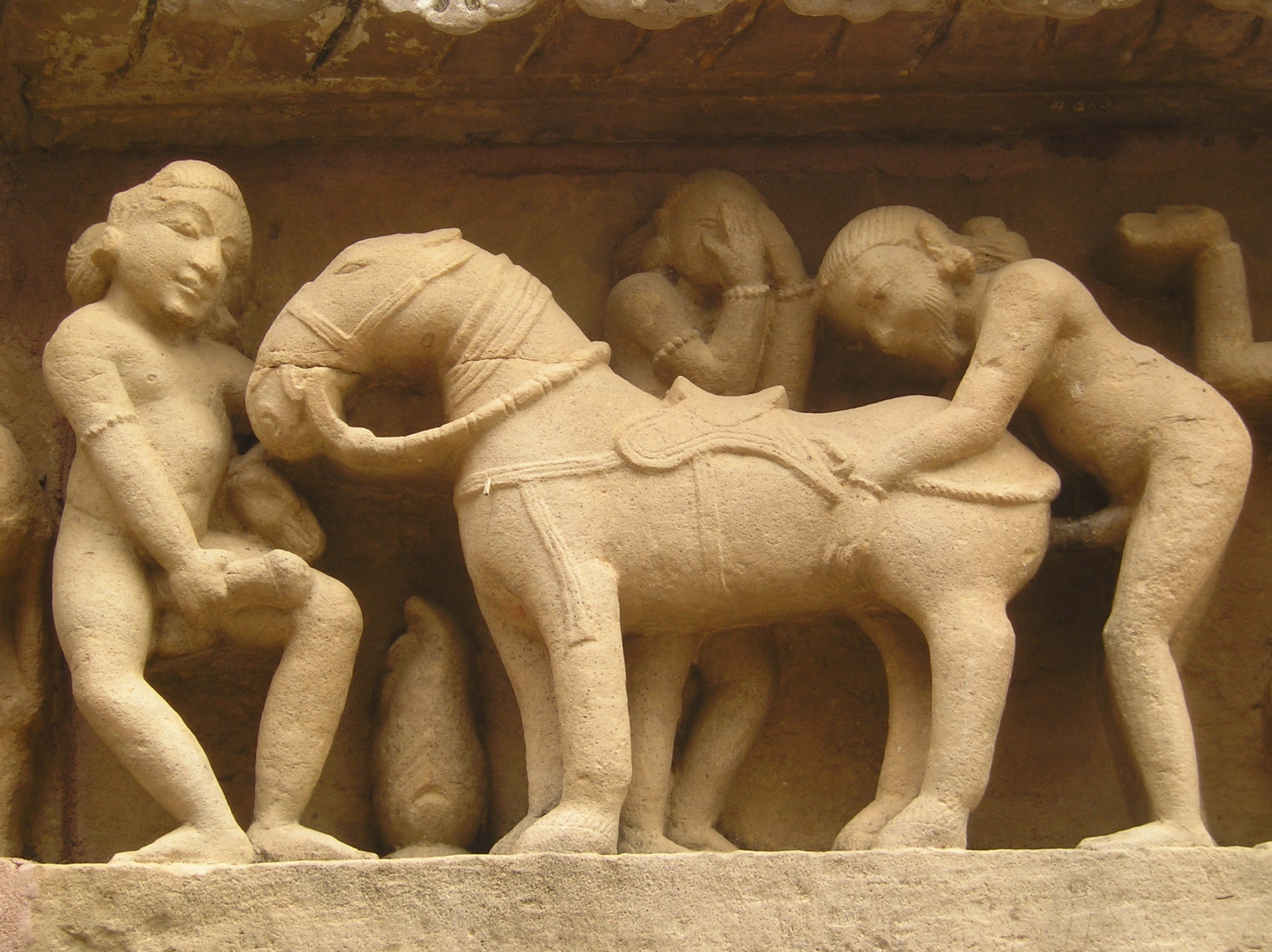
Zoofilia przedstawiona na płaskorzeźbie w świątyni Lakszmany w Khajuraho w Indiach

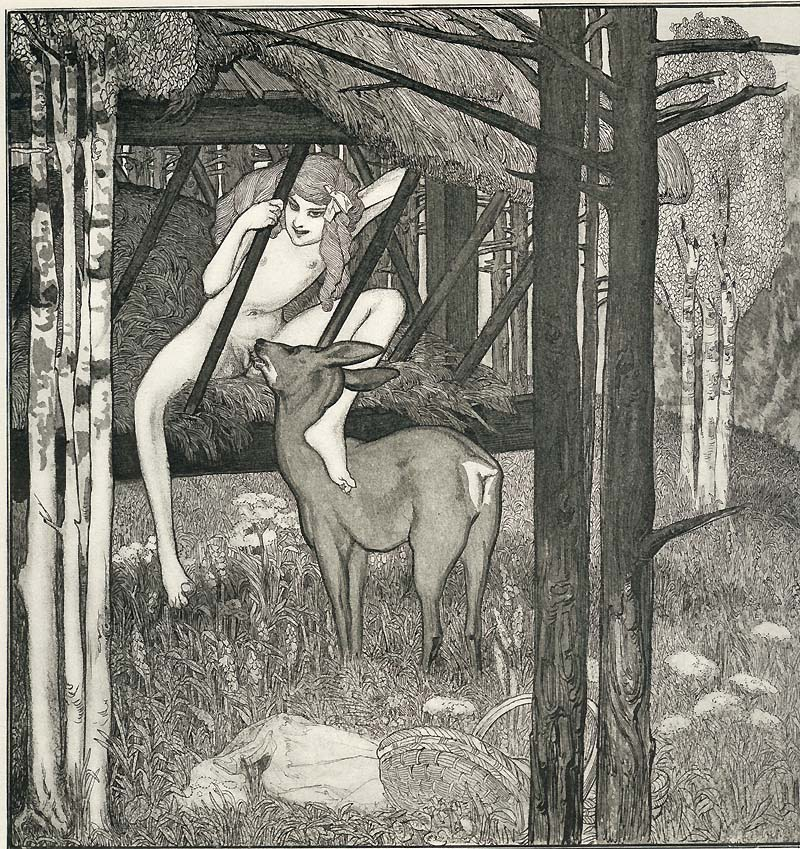
Zoofilia ujęta w grafice dekadenckiego malarza Franza von Bayrosa

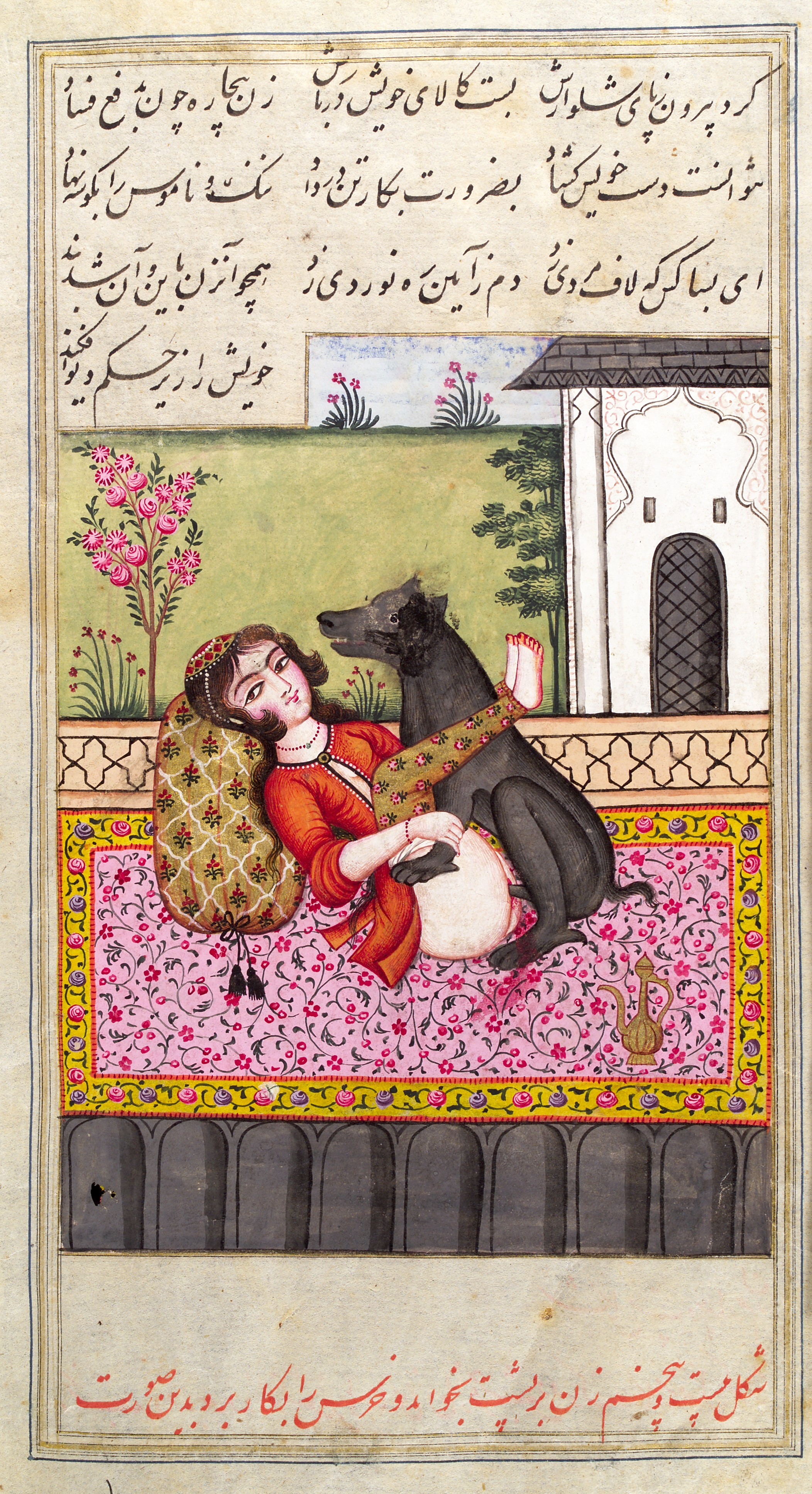
Zoofilia ujęta na perskiej ilustracji z XV wieku

Zoofilia (gr. ζωον, zōon – „zwierzę” i φιλία, philia – „przyjaźń” lub „upodobanie”) – rodzaj parafilii seksualnej: stan, w którym jedynym lub preferowanym sposobem osiągania satysfakcji seksualnej jest wykonywanie czynności seksualnych przy udziale zwierząt.
Przykładowo można wymienić: avisofilię (pobudzenie seksualne związane z ptakami), ekwinofilię (pociąg seksualny do koni), kynofilię (zoofilia związana z psami), ofidyfilię (podniecenie związane z kontaktem z wężami) czy nawet formikofilię (pobudzenie związane z owadami).

## Zoofilia w psychologii
Światowa Organizacja Zdrowia umieściła zoofilię w Międzynarodowej Klasyfikacji Chorób ICD-10 jako rodzaj „innych zaburzeń preferencji seksualnych”, natomiast Amerykańskie Towarzystwo Psychologiczne umieściło czynności seksualne z udziałem zwierząt w klasyfikacji DSM-III i IV jako rodzaj „parafilii niewyspecyfikowanej gdzie indziej”.

## Zoofilia w dziejach
Już w starożytności ujawniła się zoofilia, która najwyraźniej trapiła ówczesne społeczeństwa. Liczne przykłady tego zachowania seksualnego podaje Biblia (Wj. 22, 18(); (Kpł. 18, 23; 20, 15-16); (Pwt. 27, 21). W Księdze Kapłańskiej określana jest jako „obyczaj kanaanejski”. Grecki historyk Herodot notuje, że tego typu praktyki pojawiały się w Egipcie jeszcze w V wieku p.n.e.
Jak pisze Jerzy A. Kowalski, musiały to być zachowania o rodowodzie niezbyt wówczas odległym w czasie i prawdopodobnie związane były z udomowieniem zwierząt. Zachowaniom zoofilnym musiało najwidoczniej sprzyjać pasterstwo oraz związane z tym oddalenie od siedzib ludzkich. Mogło to być także echo dawnej sakralizacji hodowli zwierząt, dawnych agrarnych kultów zooseksualnych, w których zwierzętom domowym nadawano niezwykle wysoką rangę. Znalazło to między innymi wyraz w ubóstwianiu zwierząt hodowlanych oraz w celebrowaniu rytualnych kopulacji z udziałem zwierząt. Być może nie zawsze seks ze zwierzętami był potępiany. Na przykład w mitologii greckiej motywy zoofilne są dość liczne. Samej postaci byka dotyczą co najmniej dwie opowieści. W jednej z nich Zeus pod postacią byka posiadł Europę; drugi zaś mit opowiada o spółkowaniu Pazyfae, żony króla Krety Minosa, z bykiem. Legendy te mogą być reminiscencją jakichś przedwiecznych, rytualnych praktyk, które naprawdę miały miejsce.
W pewnym momencie zjawisko nadmiernego spoufalania się ze zwierzętami przybrało tak dużą skalę, że władze zabrały się za ostre zwalczanie tego zjawiska. Na przykład w Mezopotamii i Azji Mniejszej za seks ze świnią, owcą czy suką groziła kara śmierci. Jeśli zwierzę skoczyło na człowieka, zabijano je, a dodatkowo, niejako w zastępstwie poszkodowanego człowieka spalano inną owcę jako substytut tego człowieka. Człowieka uważano więc za współuczestnika czynu powodującego nieczystość magiczną, choć nie ponosił on za to winy.

## Zoofilia w literaturze
- Günter Grass w Blaszanym bębenku opisuje skutki użycia węgorza jako akcesorium seksualnego.
- Malcolm Brenner w książce Mokra Bogini szczegółowo przedstawia swoje seksualne życie z delfinem imieniem Dolly.

## Aspekty prawne
W wielu krajach (m.in. w Wielkiej Brytanii, Francji i Szwecji) wszelkie formy aktów seksualnych ze zwierzętami są zakazane, w innych krajach karane jest tylko złe traktowanie zwierząt, bez konkretnej wzmianki o aktywności seksualnej. 

### Polska
W polskim kodeksie karnym art. 202 § 3 stanowi, że „Kto w celu rozpowszechniania produkuje, utrwala lub sprowadza, przechowuje lub posiada albo rozpowszechnia lub publicznie prezentuje treści pornograficzne z udziałem małoletniego albo treści pornograficzne związane z prezentowaniem przemocy lub posługiwaniem się zwierzęciem, podlega karze pozbawienia wolności od 6 miesięcy do lat 8”.
W Polsce art. 6 ustawy o ochronie zwierząt z 1997 roku w ust. 2. stanowi, że Przez znęcanie się nad zwierzętami należy rozumieć zadawanie albo świadome dopuszczanie do zadawania bólu lub cierpień, a w szczególności: 16.) obcowanie płciowe ze zwierzęciem (zoofilia).
Zoofilia została bezpośrednio wyszczególniona jako rodzaj znęcania się nad zwierzętami w ustawie o ochronie zwierząt z 1997 roku wraz ze zmianą ustaw o ochronie zwierząt i o utrzymaniu czystości i porządku w gminach z dnia 16 września 2011 roku. Art. 35 ustawy o ochronie zwierząt za przestępstwo znęcania się przewiduje karę pozbawienia wolności do lat 3, a w przypadku szczególnego okrucieństwa karę od 3 miesięcy do 5 lat pozbawienia wolności. Oprócz tego przewidziane jest odebranie zwierzęcia oraz zakaz posiadania zwierząt do lat 15. Sąd może także orzec nawiązkę na cel związany z ochroną zwierząt w wysokości od 1000 do 100 000 złotych.